# Cantón de Ramerupt
El cantón de Ramerupt era una división administrativa francesa, que estaba situada en el departamento de Aube y la región de Champaña-Ardenas.

## Composición
El cantón estaba formado por veinticuatro comunas:
- Avant-lès-Ramerupt
- Brillecourt
- Chaudrey
- Coclois
- Dampierre
- Dommartin-le-Coq
- Dosnon
- Grandville
- Isle-Aubigny
- Lhuître
- Longsols
- Mesnil-la-Comtesse
- Mesnil-Lettre
- Morembert
- Nogent-sur-Aube
- Ortillon
- Pougy
- Ramerupt
- Saint-Nabord-sur-Aube
- Trouans
- Vaucogne
- Vaupoisson
- Verricourt
- Vinets

## Supresión del cantón de Ramerupt
En aplicación del Decreto nº 2014-216 de 21 de febrero de 2014, el cantón de Ramerupt fue suprimido el 22 de marzo de 2015 y sus 24 comunas pasaron a formar parte del nuevo cantón de Arcis-sur-Aube.